# Selene Ávila Flores
Claudia Selene Ávila Flores (Ciudad de México) es una periodista y política mexicana, hasta 2023 miembro del partido Movimiento Regeneración Nacional (Morena). Fue diputada federal para el periodo de 2021 a 2024.

## Biografía
Tiene estudios de licenciatura, y diplomados en Reforma Electoral, en Reforma del Estado y en Reforma en Materia de Transparencia por la Facultad de Ciencias Políticas y Sociales de la Universidad Nacional Autónoma de México (UNAM), el Senado de la República y la Cámara de Diputados.
Desarrolló su carrera profesional como periodista y conductora en medios masivos de comunicación, entre los que estuvieron ADN 40, Televisión Azteca, El Universal, Radio Fórmula, Político MX, Canal 11, Telefórmula, Canal del Congreso y del Canal de la Asamblea Legislativa del D.F.
En 2021 fue elegida diputada federal por el principio de representación proporcional a la LXV Legislatura que concluyó en 2024. En la Cámara de Diputados fue secretaria de la comisión de Salud y de la Bicamaral del Canal de Televisión del Congreso General de los Estados Unidos Mexicanos; e integrante de las comisiones de Presupuesto y Cuenta Pública; de Régimen, Reglamentos y Prácticas Parlamentarias; de Gobernación y Población; y, de Radio y Televisión.
Es considerada como una de las políticas cercanas a Marcelo Ebrard. Cobró notoriedad mediática cuando el 9 de noviembre de 2023 durante la discusión del Presupuesto de Egresos de la federación para 2024, anunció su renuncia a Morena debido a que los diputados de dicho partido y sus aliados no incluyeron en dicho presupuesto una partida especial para la reconstrucción de Acapulco tras el paso del Huracán Otis.